# بيل هندرسون (مدرب كرة سلة)
بيل هندرسون (بالإنجليزية: Bill Henderson)‏ هو مدرب كرة سلة أمريكي، ولد في 1901، وتوفي في 1979.